# Lotus 21

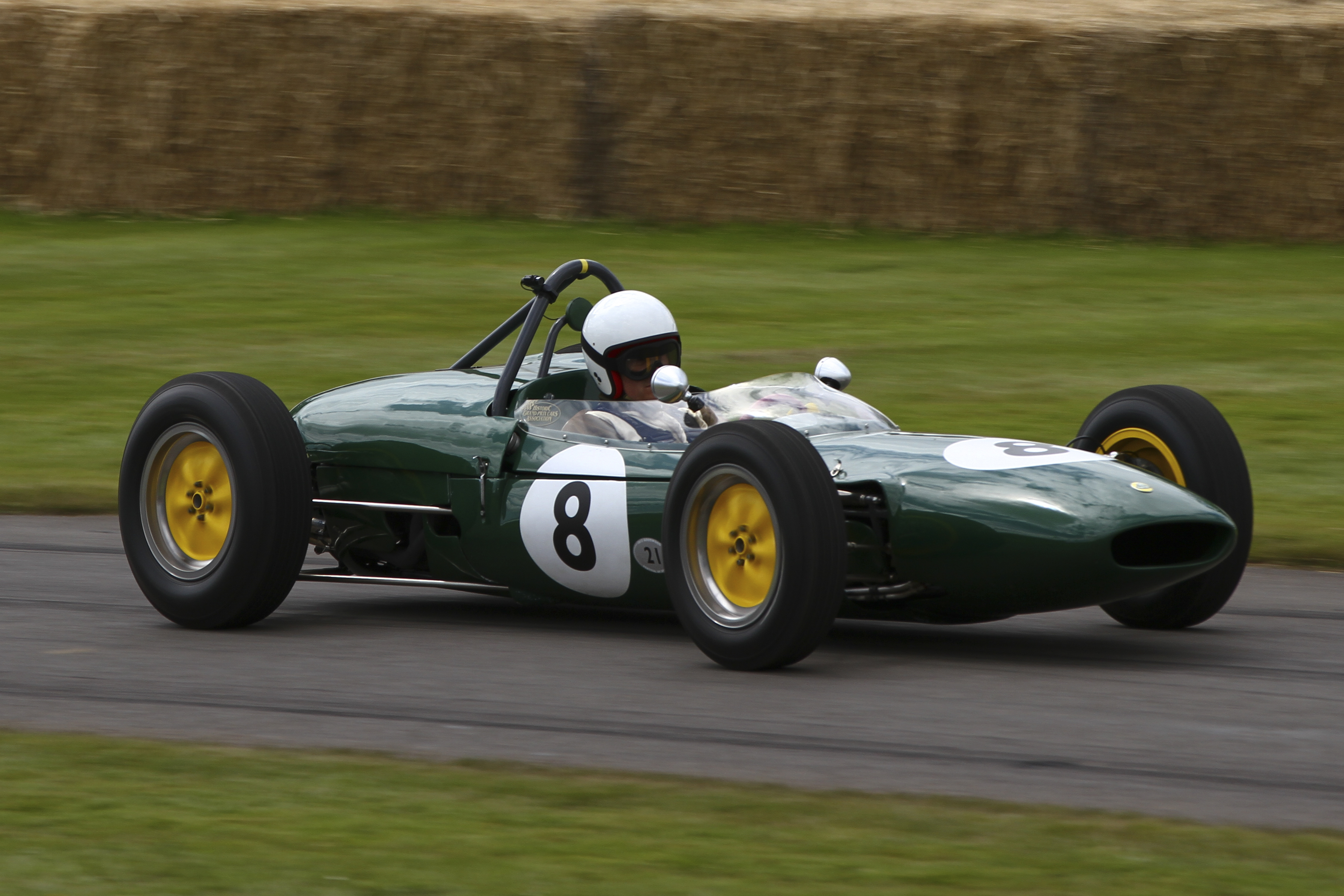
Lotus 21 en Goodwood.

El Lotus 21 era un monoplaza de Fórmula 1 diseñado por Colin Chapman. Tenía un diseño de motor central usando un diseño en forma tubular que tenía una cubierta de paneles de fibra de vidrio, lo cual hacía que fuese mucho más avanzado que diseños anteriores como el Lotus 18. Estaba motorizado por Coventry Climax FPF de cuatro cilindros que usaba discos de freno por todos sitios.
Además de ser usado por el propio Team Lotus, fue usado por el equipo privado Rob Walker que tenía como constructor a Lotus en 1961. El 21 era el primer monoplaza de Lotus que consiguió ganar un gran premio de Fórmula 1, en las manos de Innes Ireland en el Gran Premio de los Estados Unidos de 1961. Jim Clark era el otro piloto que condujo para el equipo oficial.
Pronto fue sustituido por el coche de chasis monocasco Lotus 25 que fue introducido en la temporada 1962, pero los equipos clientes continuaron usando este monoplaza hasta 1965.